# Family (Star Trek: The Next Generation)
"Family" é o segundo episódio da quarta temporada da série de ficção científica estadunidense Star Trek: The Next Generation. É o 76º episódio geral da série e foi exibido pela primeira vez nos Estados Unidos por redifusão em 1º de outubro de 1990. Foi escrito por Ronald D. Moore e dirigido por Les Landau. The Next Generation se passa no século XXIV e acompanha as aventuras da tripulação da nave estelar USS Enterprise-D. Neste episódio, o capitão Jean-Luc Picard visita a família de seu irmão na Terra ao mesmo tempo que lida com sua recente experiência de ser assimilado pelos Borgs. Enquanto isso, Wesley Crusher recebe uma gravação de seu falecido pai e o tenente Worf é visitado por seus pais humanos adotivos.
A ideia de "Family" surgiu do produtor executivo Michael Piller, que queria abordar os efeitos da assimilação de Picard pelos Borgs no episódio anterior. O produtor executivo Rick Berman inicialmente queria incluir um subenredo de ficção científica, mas acabou posteriormente desistindo. O enredo do episódio foi odiado pelo criador Gene Roddenberry, mas mesmo assim foi aprovado para produção. Parte do episódio foi filmado em locações externas na Califórnia. "Family" teve o pior índice de audiência da temporada, porém foi aclamado pela crítica como um dos melhores episódios de The Next Generation. O elenco convidado, o enredo centrado no trauma de Picard e a interpretação de Patrick Stewart foram muito elogiados.

## Enredo
A USS Enterprise está atracada em órbita da Terra passando por reparos depois de uma batalha contra os Borg. O tenente Worf é visitado a bordo por seus pais humanos adotivos, Sergey e Helena Rozhenko. Worf, achando que amor e apoio emocional são coisas muito humanas, fica primeiro envergonhado, mas acaba depois gostando da preocupação deles. Enquanto isso, a doutora Beverly Crusher pega uma caixa armazenada na Terra que contém itens de seu falecido marido Jack Crusher, incluindo uma gravação holográfica que ele fez para seu filho Wesley quando este tinha apenas dez semanas de vida. Beverly, apesar de certa relutância, decide entregar a gravação para Wesley, que assiste e fica feliz pela mensagem.
O capitão Jean-Luc Picard, se recuperando de sua assimilação pelos Borgs, visita o vinhedo de sua família em La Barre, na França, que é administrado por seu irmão Robert com sua esposa Marie e filho René. Jean-Luc está considerando aceitar uma posição na Terra. Robert sempre teve inveja do sucesso do irmão e fica preocupado que a presença de Jean-Luc irá influenciar René a entrar para a Frota Estelar. Os irmãos entram em uma discussão que se transforma em briga, mas Jean-Luc sofre um colapso emocional, admitindo sentir impotência e culpa pelas coisas que foi obrigado a fazer sob controle dos Borg. Robert o consola e os dois se reconciliam, passando a noite bebendo juntos. Jean-Luc decide voltar para a Enterprise e se despede de sua família. Robert decide permitir que René siga seu sonho de entrar na Frota Estelar.

## Produção

### Roteiro
A equipe de roteiro de Star Trek: The Next Generation inicialmente explorou a ideia de estender o episódio em duas partes "The Best of Both Worlds", ambos centrados nos Borgs, em uma trilogia. Essa ideia acabou derrubada pelo produtor executivo Rick Berman. O produtor executivo Michael Piller, o roteirista de "The Best of Both Worlds", então procurou conceber um enredo em que o capitão Jean-Luc Picard poderia lidar com os efeitos de sua assimilação pelos Borgs, evento mostrado nesses episódios. Isto causou alguns problemas com os outros produtores, pois eles estavam acostumados com episódios com enredos fechados e tinham a expectativa que o status quo fosse reestabelecido ao final de cada história. Mesmo assim, Piller conseguiu convencer Berman e Gene Roddenberry, este produtor executivo e criador da série. Entretanto, Berman impôs uma condição: o episódio precisaria ter um subenredo de ficção científica que se passasse a bordo da USS Enterprise. Os roteiristas tentaram incluir esse pedido em várias versões diferentes, incluindo um com uma criança clandestina a bordo e outra com um tripulante sofrendo pesadelos em que vê outros tripulantes desaparecendo. Berman acabou aceitando semanas depois que o subenredo não funcionaria e abriu mão de sua condição, porém essa última ideia foi posteriormente usada no episódio "Remember Me".

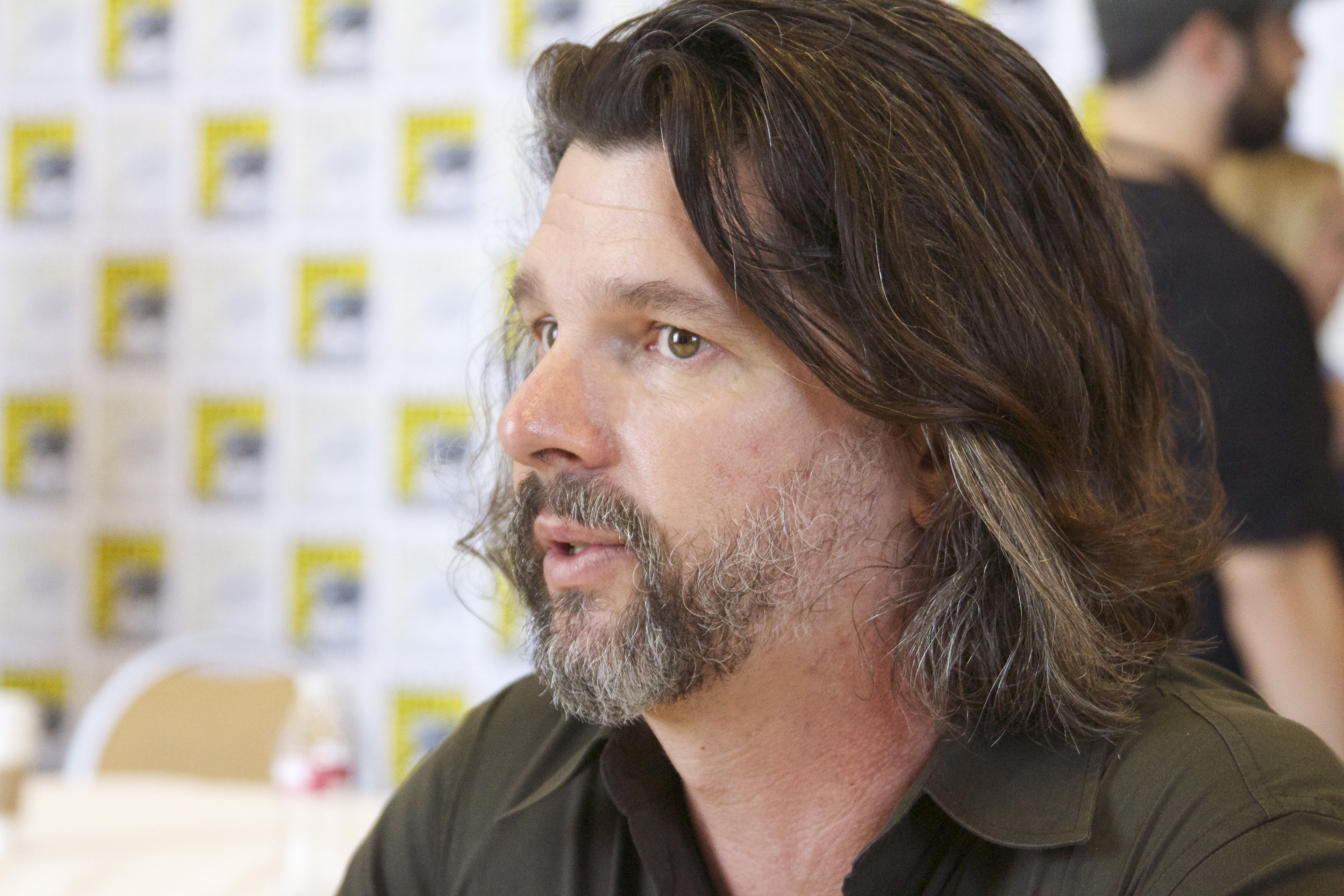
O roteiro de "Family" foi escrito pelo roteirista Ronald D. Moore

O roteiro de "Family" foi escrito por Ronald D. Moore e ele apresentou sua ideia de história diretamente para Roddenberry durante uma reunião com Piller e Berman também presentes. Roddenberry odiou, pois achou que a animosidade entre os irmãos Picard não existiria naquele ponto no futuro. Ele achou que o conceito não pertencia à Star Trek porque não tinha ação ou perigo. Moore, assim que a reunião terminou, perguntou a Piller e Berman o que deveria fazer e ambos disseram para que ele ignorasse os comentários de Roddenberry e escrevesse seu roteiro. Ele nunca soube o que aconteceu com a oposição de Roddenberry, mas o roteiro passou pelos estágios de aprovação sem resistência. A família de Picard foi depois mencionada no filme Star Trek Generations; a ideia original para o filme era que Robert morresse de um ataque cardíaco, mas os roteiristas acabaram decidindo matar tanto Robert quanto René em um incêndio nunca visto em cena. Dezenas de roteiros especulativos relacionados com Jack Crusher foram recebidos enquanto The Next Generation estava no ar, com as cenas sobre o personagem vistas em "Family" tendo sido tiradas de um enviado por Susanne Lambdin e Bryan Stewart. Piller achou essas cenas muito emocionantes, pois o episódio foi produzido pouco depois do nascimento de sua filha.

### Filmagens
"Family" teve vários atores convidados interpretando os familiares da tripulação. Theodore Bikel e Georgia Brown interpretaram os pais humanos adotivos de Worf, Sergey e Helena. Ambos eram atores conhecidos em teatros iídiche, porém membros da equipe de produção ficaram preocupados que os dois pareceriam comicamente judeus em cena. Esses medos mostraram-se infundados e ambos depois reapareceram no episódio "New Ground" da quinta temporada. Jeremy Kemp e Samantha Eggar interpretaram Robert e Marie Picard, ambos atores veteranos do teatro e televisão. David Birkin interpretou René Picard e retornou para The Next Generation no episódio "Rascals" da sexta temporada, desta vez como um Jean-Luc Picard transformado em adolescente por um problema do transportador. Doug Wert interpretou Jack Crusher e depois retornou como o mesmo personagem em "Violations" da quinta temporada. "Family" é o único episódio de The Next Generation em que o ator Brent Spiner não aparece como seu personagem Data.
O episódio foi o segundo da temporada a ser transmitido, porém foi o quarto a ser filmado. As cenas envolvendo a família Picard foram filmadas em uma casa particular no bairro de Encino, em Los Angeles, enquanto o vinhedo foi filmado em uma fazenda de sequeiro em Lancaster, próximo da Base Aérea Edwards. Os dois locais foram fundidos em cena digitalmente pelo supervisor de efeitos visuais Dan Curry usando matte painting. Os interiores foram filmados em estúdio. Incomumente, não há cenas na ponte de comando da Enterprise. "Family" foi dirigido por Les Landau e ele afirmou que foi o melhor episódio que ele dirigiu para a série e um dos melhores de The Next Generation no geral.

## Repercussão

### Audiência
"Family" foi exibido na semana começando em 1º de outubro de 1990. O episódio não foi ao ar em um dia ou horário específicos porque The Next Generation era transmitida nos Estados Unidos por redifusão. Teve uma audiência de 9,6 no índice Nielsen, refletindo o percentual de residências que assistiram ao episódio durante sua exibição. Foi a pior audiência da temporada, com apenas "Family" e "In Theory" tendo uma audiência abaixo de dez por cento durante toda a quarta temporada.

### Crítica
Os autores Mark Jones e Lance Parkin descreveram "Family" como uma "coisa maravilhosa em pequena escala" e elogiaram as interpretações de Kempt e Patrick Stewart. Ambos criticaram os subenredos envolvendo Wesley e Worf, mas apenas porque tiravam o tempo em cena da história de Picard. Os autores James Van Hise e Hal Schuster criticaram as cenas de Wesley e Worf pelo mesmo motivo, mas mesmo assim afirmaram que "Family" era um dos melhores episódios de The Next Generation e comentaram que ele "lida corajosamente com questões humanas em vez de conflitos galácticos". Van Hise e Schuster até sugeriram que o episódio poderia ser considerado para premiações caso fosse focado apenas no enredo de Picard. O diretor de fotografia Marvin V. Rush chegou a ser indicado ao Prêmio Emmy de Melhor Cinematografia para uma Série.
Zack Handlen da The A.V. Club afirmou que era "uma das melhores horas que [The Next Generation] já fez" e que a cena em que Picard confessa seus sentimentos sobre os Borg para Robert era sua favorita de "todos os incríveis momentos de atuação de Patrick Stewart até agora". Handlen resumiu "Family" como "um episódio notável, profundo, um pouco triste, mas cheio de esperança no final". Keith R. A. DeCandido da Tor.com comentou que o episódio tinha "a mais impressionante coleção de atores convidados de qualquer episódio de Star Trek", destacando Kemp, Eggar, Bikel e Brown como "escolhas quase perfeitas" e comentando que as atuações no geral foram "simplesmente fenomenais". DeCandido afirmou que "Family" era "absolutamente um ponto alto de [The Next Generation] e um dos melhores episódios que [a série] já fez".
Carol Pinchefsky da Forbes achou que "Family" era um dos melhores episódios "incomuns" da série e que a cena em que Picard confessa seus sentimentos para seu irmão era seu ponto alto. Charlie Jane Anders para a io9 descreveu o episódio como "revolucionário" por mostrar as consequências de um "episódio de grande 'acontecimento'". James Hunt da Den of Geek considerou que "Family" era um episódio "fora do padrão" que provavelmente causaria reações dos espectadores, gostando de como ele tomou seu tempo para abordar o trauma sofrido nos dois episódios anteriores. Aaron Couch do The Hollywood Reporter descreveu o episódio como "discreto mas muito aclamado".

## Mídia caseira
"Family" foi lançado em formato de LaserDisc junto com o episódio "Brothers" nos Estados Unidos em 27 de fevereiro de 1996. Foi lançado em formato VHS nos Estados Unidos e Canadá em 25 de novembro de 1997. Foi lançado em DVD nos Estados Unidos em 3 de setembro de 2002 como parte da caixa da quarta temporada de The Next Generation. Também foi incluído na caixa de Blu-ray da temporada, lançada primeiro no Reino Unido em 29 de julho de 2013 e no dia seguinte nos Estados Unidos.